# Выравнивающий ток

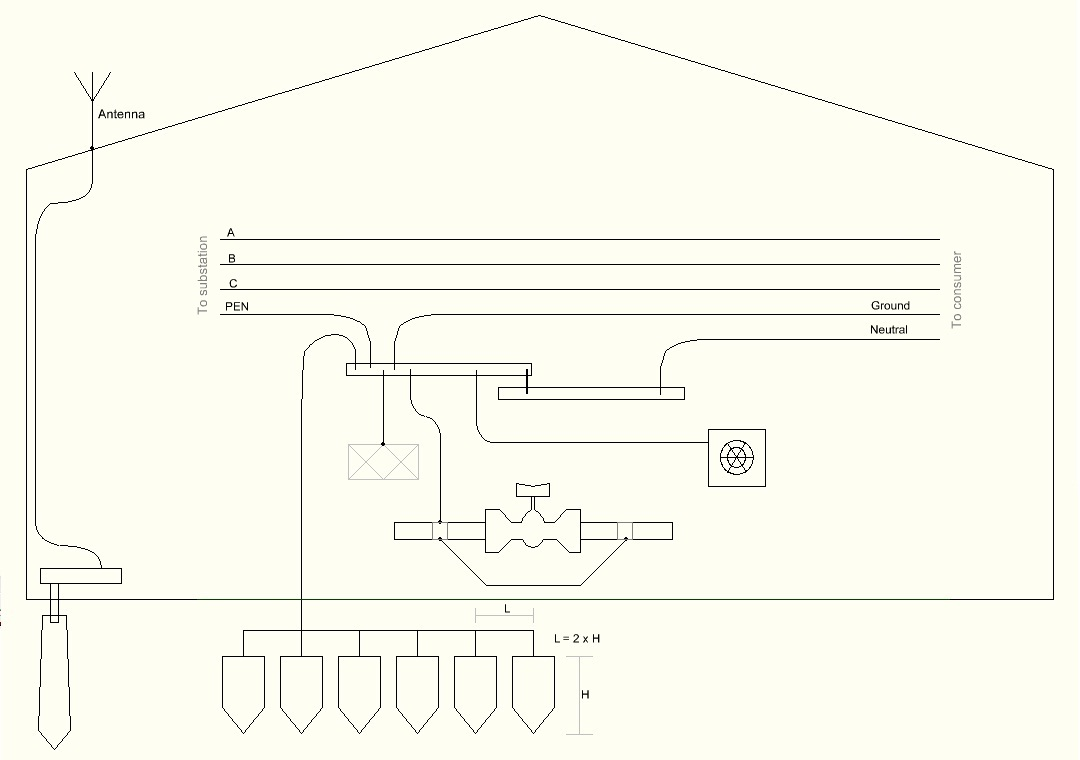
Система выравнивания потенциалов

Выравнивающий ток — электрический ток, возникающий вследствие разности потенциалов на двух объектах, заземлённых на разных шинах либо даже на одной шине, если она имеет достаточно большую длину.
На практике выравнивающий ток часто наблюдается при соединении компьютеров в сеть, а также при присоединении компьютеров к контрольно-измерительным приборам и к автоматически управляемым устройствам. Чаще всего он идёт по экранирующей оплётке соединительного кабеля. Выравнивающий ток является переменным с высокочастотными составляющими.
Также подключение однофазной нагрузки в трёхфазную сеть вызывает перекос фаз и появление выравнивающего тока в нейтральном проводнике.
Вред от выравнивающего тока:
- Искажается передаваемый сигнал.
- Может выйти из строя какой-либо чувствительный узел, например сетевой адаптер.
- При сильных токах наблюдается нагрев отдельных участков, что может привести к пожару.

Кажущаяся польза от выравнивающего тока:
- Если один из связанных приборов (компьютеров) заземлён качественно, то уменьшается опасность для человека на других связанных с ним плохо заземлённых приборах (компьютерах).

Меры борьбы с выравнивающим током:
- зануление всех связанных приборов (компьютеров). Переход на систему TN-S или TN-C-S, чтобы в нулевом защитном проводе не протекало никаких токов в нормальном режиме.
- гальваническая развязка компьютеров и других приборов от сети или развязка по сигнальным цепям.